# Hát sắc bùa
Hát sắc bùa là một thể loại âm nhạc đặc sắc của người dân miền Nam Trung Bộ Việt Nam. Nó còn được gọi là "Phường bùa".
Loại hình diễn xướng này đã cùng những người "hành phương nam" trong cuộc khai hoang, mở đất, tạo nên vùng đất Phú Lễ. Tính về thời điểm ra đời,  Hát sắc bùa là một trong những loại hình dân ca cổ nhất Nam Bộ và đến nay đã có ít nhiều thay đổi so với sân khấu sơ khai.. 
Hát sắc bùa thường được diễn vào mùa xuân, đặc biệt là các ngày tết. Dưới sự chỉ huy của ông bầu, đội sẽ đánh trống cơm, gõ sanh tiền và Hát sắc bùa. Một đội gồm có khoảng 12 người. Người hát chính được gọi là “cái kể”, những người hát còn lại hát phụ, gọi là “con xô”. “Cái kể” hát trước, mỗi người còn lại trong đội hát một câu so le, câu kế cả đội cùng hát. Lời Hát sắc bùa là những bài thơ dài thuộc thể thơ lục bát, thơ năm chữ hoặc bốn chữ, xuất xứ từ thơ ca trữ tình dân gian, có cùng một làn điệu và bố cục gần như tương tự. Người Hát sắc bùa phải đam mê, kiên trì luyện tập mới hát đúng vì nếu không đúng hơi thì không ra Hát sắc bùa. “Cái kể” thì phải giữ nhịp đôi liên tục còn “con xô” thì không được hụt hơi, lạc nhịp. Hát sắc bùa mang ý nghĩa chúc tụng với lễ nghi nông nghiệp gắn cùng yếu tố tâm linh, cầu cho năm mới an lành, mùa màng cây cối tốt tươi, “người yên, vật thịnh”, trăm nghề tấn phát, bình an gia đạo trong dịp Tết Nguyên đán.